# МТС Банк
МТС Банк (полное наименование — Публичное акционерное общество «МТС-Банк»; до 2012 года — Московский банк реконструкции и развития) — российский коммерческий банк, основанный в 1993 году. Штаб-квартира находится в Москве. Большая часть акций принадлежит компании «МТС».
24 февраля 2023 года, из-за вторжения России на Украину, банк внесён в санкционный список США, Австралии и Великобритании.

## История
ПАО «МТС-Банк» был создан в 2012 году в результате переименования Московского банка реконструкции и развития (МБРР), который был основан в 1993 году и принадлежал АФК «Система». 
В 2011 году МБРР начал сотрудничать с компанией МТС, тогда была запущена платежная система «МТС-деньги». Банк и МТС договорились о разделе прибыли от «МТС-Деньги» в соотношении 70% к 30%. В 2012 году компания МТС вошла в капитал банка, а МБРР был переименован в «МТС-Банк». 
По состоянию на 2012 год Московский банк реконструкции и развития входил в топ-50 крупнейших финансовых организаций России по объему активов.
В 2016 году МТС Банк открыл доступ к платёжным сервисам Samsung Pay и Apple Pay, был начат выпуск кредитных карт «Мир-Maestro». Тогда же МТС и МТС Банк сделали связь бесплатной по новой карте «МТС Smart Деньги». 
В 2017 году МТС Банк запустил дебетовую и кредитную карту «МТС Деньги Weekend». Тогда же банк был выбран основным оператором платёжных сервисов официального сайта мэра Москвы и мобильного приложения «Госуслуги Москвы».

В 2018 году ПАО «МТС» объявило о приобретении через свою дочернюю Mobile TeleSystems B.V. 28,63 % акций ПАО «МТС-Банк» у ПАО АФК «Система». В результате сделки доля МТС в капитале МТС Банка (косвенное участие через свои дочерние компании: Mobile TeleSystems B.V. и ПАО «МГТС») увеличилась с 26,61 % до 55,24 %, а доля прямого владения АФК «Система» в капитале МТС Банка соответственно уменьшилась с 71,87 % до 43,24 %.

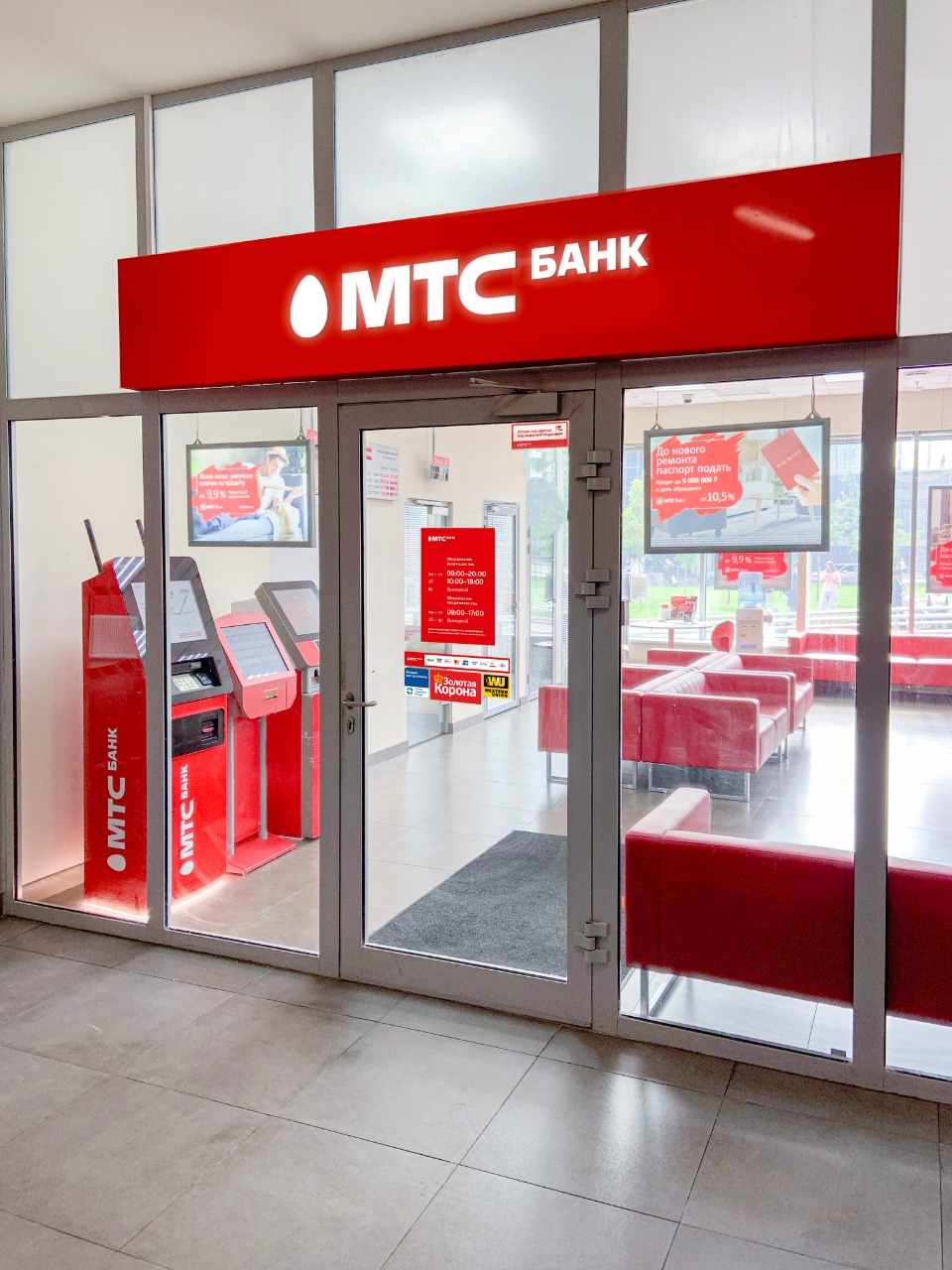
МТС Банк ДО Технопарк

В 2018 году МТС Банк запустил в розничной сети сервис по регистрации клиентов-физических лиц в Единой биометрической системе (ЕБС). В том же году МТС, МТС Банк и Mastercard выпустили первую в России виртуальную кредитную карту.
По итогам 2018 года чистая прибыль МТС Банка по РСБУ составила 1,4 млрд рублей, чистая прибыль по МСФО увеличилась в 24 раза и составила 614 млн рублей.
В 2019 году МТС Банк и МТС представили виртуальную и пластиковую карты MTS CASHBACK.
В феврале ПАО «МТС» объявило о покупке через свою 100 % дочернюю компанию Mobile TeleSystems B.V. 39,48 % акций ПАО «МТС-Банк» у ПАО АФК «Система». В результате сделки доля МТС (косвенное участие через свои дочерние компании) в капитале МТС Банка увеличилась до 94,72 % с 55,24 %, а доля владения АФК «Система» в капитале МТС Банка уменьшилась до 5,0 %.
В декабре ПАО АФК «Система» объявила о продаже акций, составляющих 4,5 % уставного капитала ПАО «МТС-Банк», компании Mobile TeleSystems B.V., 100 % дочерней компании ПАО «МТС». В результате сделки АФК «Система» полностью вышла из состава акционеров МТС Банка, а доля владения МТС увеличилась до 99,7 % уставного капитала МТС Банка.

Чистая прибыль МТС Банка по РСБУ составила 2,3 млрд рублей по итогам года, увеличившись на 67 % по сравнению с 2018 годом. Размер факторингового портфеля МТС Банка за первый год работы в новом направлении составил 4 млрд рублей. 

Офис МТС-банка по адресу г. Москва, пр. Андропова, дом 18 корпус 1

В 2020 году розничный кредитный портфель МТС Банка превысил 100 млрд рублей, прирост за год составил 39 %. Тогда же МТС и МТС Банк объединили мобильные приложения «МТС Банк» и «МТС Деньги» в единую витрину для всех цифровых финансовых сервисов.
В 2021 году МТС Банк разместил дебютный выпуск облигаций на 5 млрд рублей.
В 2021 году было объявлено, что банк начал подготовку к выходу на IPO.
В 2022 году МТС Банк в сотрудничестве с Western Union запустил международные денежные переводы в мобильном приложении. 
В 2022 году банк открыл клиентам доступ к сервису СБПэй, тогда же присоединился к Хартии «Цифровая этика детства» — альянсу по защите детей в цифровой среде. В августе 2022 года МТС и МТС Банк завершили размещение биржевых облигаций.
В 2024 году МТС Банк провел первичное публичное размещение. Размещение состояло из акций допэмиссии. Итоговый объём IPO составил 11,5 млрд руб.

## Утечка персональных данных клиентов
В сентябре 2023 года телеграм-канал «Утечки информации» сообщил, что в Интернет попала база с данными клиентов МТС Банка. В сеть попали три файла. В файлах имелась информация о картах клиентов, более 3 миллионов строк содержали шесть первых и последних цифр номера карты, дату выпуска и истечения, тип кары. Два файла содержали 1 млн строк с данными клиентов: фамилии, имена, отчества, а также даты рождения, пол, гражданство и ИНН клиентов МТС Банка, 1,8 млн номеров телефонов и 50 тыс. адресов электронной почты и числовые идентификаторы. В октябре 2023 года Роскомнадзор подтвердил утечку персональных данных клиентов «МТС Банка».

## Санкции
24 февраля 2023 года, на фоне вторжения России на Украину, МТС Банк внесен в санкционный список США, так как банк «принимает участие в получении выгоды от правительства России». Одновременно банк был внесён в санкционный список Великобритании по аналогичным основаниям. В результате у «МТС Банка» были заблокированы активы общей балансовой стоимостью в 9,6 млрд руб.. 19 мая 2023 года банк попал под санкции Австралии.
31 марта 2023 года из-за введённых США санкций «с учётом санкционных рисков» Центробанк ОАЭ аннулировал ранее выданную лицензию у МТС-банка. Банк также был вынужден отказаться от расчетов в американских долларах, турецких лирах, узбекских сумах, оманских риалах и азербайджанских манатах.

## Деятельность и показатели
ПАО «МТС-Банк» оказывает полный спектр банковских услуг частным и юридическим лицам, специализируется на потребительском кредитовании, работает на рынке инвестиционных услуг. Офисы банка расположены в более 50 городах России.
МТС Банк входит в ТОП-50 российских банков.
По состоянию на февраль 2022 года МТС Банк занимает 25 место по вкладам населения, 29 место по величине капитала, 32 место по активам, 7 место по величине портфеля кредитных карт, а также входит в ТОП-3 банков по портфелю POS-кредитов (данные исследовательских компаний Banki.ru и Frank RG).
Выручка в 2021 году составила 47 млрд руб..

### Кредитные рейтинги
- В 2009 году рейтинговое агентство «Эксперт РА» присвоило ПАО «МТС-Банк» рейтинговую оценку А+, в 2010 году рейтинг был подтверждён, в 2011 — отозван. В январе 2017 года рейтинг был возобновлён на уровне на уровне А(I), по рейтингу установлен стабильный прогноз; в апреле того же года «Эксперт РА» пересмотрел рейтинг кредитоспособности ПАО «МТС-Банк» в связи с изменением методологии и присвоил рейтинг на уровне ruВВВ (соответствует рейтингу A(I) по ранее применявшейся шкале), по рейтингу установлен стабильный прогноз. Рейтинг колебался в диапазоне от ruBBB- до ruA-. В 2023 году рейтинг был повышен до ruA со стабильным прогнозом, подтверждён в 2024-2025 годах[44].
- Рейтинговое агентство АКРА присвоило в 2023 году МТС-Банку рейтинговую оценку A(RU) со стабильным прогнозом и подтвердило его в 2024[45].
- Рейтинговое агентство НКР в 2021 году присвоило ПАО «МТС-Банк» кредитный рейтинг A.ru со стабильным прогнозом[46]. Вплоть до 2024 года оценка ежегодно подтверждалась[47][48][49][50].

### Финтех-направление
В 2019 году основным акционером банка стала компания МТС, в чьей стратегии Customer Lifetime Value 2.0 финтех является одним из основных направлений развития. МТС Банк стал основой этого направления в экосистеме МТС.
В октябре 2020 года аудиторская компания Делойт и Туш СНГ назвала МТС Банк лидером по количеству клиентов, использующих несколько кросс-продуктов, а также самым эффективным в работе с большими данными.
В ноябре 2020 года Банк международных расчётов включил три российских компании, в том числе МТС Банк, в группу лидеров бигтех-кредитования на рынке цифровых услуг наряду с такими игроками, как Amazon, Alibaba, Apple, Facebook и Google. Тогда же приложения МТС Деньги и МТС Банк были объединены в единый финтех-сервис. По итогам 2021 года объединённое мобильное приложение МТС Банка вошло в топ-3 рейтинга экосистем в мобильных банках и в топ-10 лучших мобильных банков для ежедневных задач по версии консалтингового агентства Markswebb.
Финтех-сервисы МТС стали победителями премии FINAWARD 2021.
В июне 2022 года МТС Банк стал победителем премии HR TECH AWARD «Цифровая пирамида» за реализацию проекта «Цифровое рабочее место МТС Финтех».
МТС Банк развивает финтех-сервисы для иностранных граждан, предлагая, например, услуги по трансграничным переводам в страны СНГ, Грузию и др.
Также банк выступил партнёром глобальной программы по поддержке инноваций и финтех-стартапов Visa Everywhere Initiative 2021 в России.
МТС Банк активно развивает роботизацию. В 2022 году он передал часть рутинных процессов 22 новым роботам и доработал 10 старых. Всего в банке работает 51 робот, суммарно выполнивший более 1,2 млн задач.

## Достижения и награды
В 2019 году банк дважды лауреатом премии Retail Finance Awards 2019: «Креатив года» за лучшую рекламную кампанию карты MTS CASHBACK и «Прорыв года в розничном финансовом бизнесе» за достижения в сегменте нецелевого кредитования.
В 2020 году баннк получил премию «Банк года» в номинации «Забота о клиенте» на XIII церемонии премии финмаркета Банки.ру.
В 2020 году социальный проект МТС Банка стал победителем премии FINAWARD 2019.
В 2021 году банк  стал победителем СХ WORLD AWARDS в номинациях «Лучший клиентский опыт в B2С» и «Клиентский опыт в условиях кризиса (COVID19)».
В 2021 году банк победил в Интернет-премии «Прометей» в номинации «Экономика и бизнес».
В 2021 году карта MTS CASHBACK — лидер рейтинга лучших банковских карт года в номинации «Лучшая кредитная карта с льготным периодом», в том же году вошёл в топ-10 лидеров «Народного рейтинга-2021» на портале banki.ru по обслуживанию и качеству услуг. 
В 2022 году МТС Банк вошёл в топ-10 банков c наиболее развитыми HR-процессами по версии портала HeadHunter и стал победителем премии HR TECH AWARD «Цифровая пирамида».

## Собственники и руководство
Председатель правления c декабря 2024 года — Эдуард Иссопов, до него эту должность с 2015 года занимал Илья Филатов, до назначения занимавший должность заместителя председателя правления ОАО «УРАЛСИБ». В 2018 году Илья Филатов был назван лучшим управляющим в банковской рознице по итогам ХII ежегодной премии отраслевого издания The Retail Finance. 
После ухода с должности председателя правления Илья Филатов был назначен председателем совета директоров. До него эту должность занимал председатель совета директоров МТС Вячеслав Николаев.
Основное юридическое лицо компании — ПАО «МТС-Банк» (полное наименование — Публичное акционерное общество «МТС-Банк»), зарегистрированное в России. Действует на основании Генеральной лицензии № 2268 от 17.12.2014 г.